# D. J. White
Pour les articles homonymes, voir White.
Dewayne « D. J. » White, Jr. est un joueur américain de basket-ball né le 21 février 1988 à Tuscaloosa dans l'Alabama.

## Carrière universitaire
D. J. White joue quatre saisons au niveau universitaire avec les Hoosiers de l'Université de l'Indiana et il est nommé Joueur de l'année de la conférence Big Ten en 2008. Il se présente ensuite à la draft 2008 de la NBA.

## Carrière professionnelle
Il est sélectionné en 29e position par les Pistons de Détroit qui l'envoient au Thunder d'Oklahoma City.
Ses débuts en NBA sont retardés par une opération à la mâchoire qui lui fait rater les 5 premiers mois de la saison. Le 18 mars 2009, il commence finalement sa carrière professionnelle avec les 66ers de Tulsa de la NBA Development League. Après 6 matchs avec Tulsa, il débute en NBA avec le Thunder d'Oklahoma City le 5 avril 2009. Lors de sa première saison, il joue 7 matches pour le Thunder et marque en moyenne 8,9 points.
Pendant la saison 2009-2010, il marque en moyenne 4,8 points par match mais se blesse au pouce après 8 matches et doit être opéré. Après sa convalescence, il retourne jouer pour les 66ers de Tulsa le 4 mars 2010. En 4 matchs, il marque en moyenne 23 points et capte 11 rebonds et il est rappelé dans l'équipe du Thunder seulement 5 jours plus tard. Le 21 mars, il reçoit une ovation debout après être rentré en cours de jeu lors d'une partie contre les Pacers de l'Indiana dans l'état où il a joué au niveau universitaire. Il retourne aux 66ers à partir du 7 avril 2010 et y termine la saison.
Pour la saison 2010-2011, il est conservé parmi les 15 joueurs de l'effectif du Thunder.
Le 24 février 2011, il est transféré avec Morris Peterson contre Nazr Mohammed aux Bobcats de Charlotte.
En septembre 2012, il signe en Chine chez les Shanghai Sharks. Le 28 février 2013, il signe un premier contrat de 10 jours avec les Celtics de Boston. Le 10 mars, il signe un second contrat de 10 jours avec les Celtics de Boston. Le 20 mars, il est conservé jusqu'à la fin de la saison.
Le 12 juillet 2013, il est transféré aux Nets de Brooklyn dans l'échange incluant Kevin Garnett, Paul Pierce et Jason Terry. Le 18 juillet, il est coupé par les Nets.
En septembre 2013, il s'engage avec les Bulls de Chicago pour participer au training camp mais il est écarté le 26 octobre.
En novembre 2013, il retourne en Chine chez les Sichuan Blue Whales.
En février 2014, il signe aux Philippines chez les San Miguel Beermen.
Le 11 avril, il signe à Charlotte pour la fin de saison et pour disputer les playoffs.

## Records personnels et distinctions
Les records personnels de D. J. White, officiellement recensés par la NBA sont 

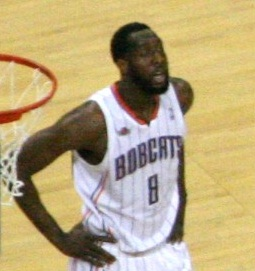
D. J. White en février 2012.

| Type statistique            | Saison régulière | Saison régulière          | Saison régulière | Playoffs | Playoffs      | Playoffs      |
| Type statistique            | Record           | Adversaire                | Date             | Record   | Adversaire    | Date          |
| --------------------------- | ---------------- | ------------------------- | ---------------- | -------- | ------------- | ------------- |
| Points en un match          | 21               | @ Heat de Miami           | 1er janvier 2012 |          |               |               |
| Paniers marqués en un match | 10               | @ Heat de Miami           | 1er janvier 2012 |          |               |               |
| Paniers tentés en un match  | 15               | Hawks d'Atlanta           | 6 janvier 2012   |          |               |               |
| Lancers francs réussis      | 4                | 5 fois                    |                  |          |               |               |
| Lancers francs tentés       | 6                | @ Rockets de Houston      | 16 mars 2011     |          |               |               |
| Paniers à 3 points réussis  | 1                | @ Heat de Miami           | 1er janvier 2012 |          |               |               |
| Paniers à 3 points tentés   | 1                | 3 fois                    |                  |          |               |               |
| Rebonds offensifs           | 5                | Trail Blazers de Portland | 11 mars 2011     |          |               |               |
| Rebonds défensifs           | 7                | 2 fois                    |                  | 2        | Heat de Miami | 26 avril 2014 |
| Rebonds totaux              | 11               | 2 fois                    |                  | 2        | Heat de Miami | 26 avril 2014 |
| Passes décisives            | 3                | Hawks d'Atlanta           | 7 avril 2012     |          |               |               |
| Interceptions               | 2                | 9 fois                    |                  |          |               |               |
| Contres                     | 4                | @ Grizzlies de Memphis    | 23 mars 2013     |          |               |               |
| Balles perdues              | 3                | @ Wizards de Washington   | 23 avril 2012    | 1        | Heat de Miami | 26 avril 2014 |
| Minutes jouées              | 35               | Heat de Miami             | 28 décembre 2011 | 3        | Heat de Miami | 26 avril 2014 |

- Double-double : 1 (au 28/04/2014)
- Triple-double : 0